# 최진봉 (교육인)
최진봉(崔珍奉, 1966년 음력 2월 3일~)은 대한민국의 대학 교수 겸 교육인이자, 저술가이기도 하다.
언론개혁시민연대 정책위원장 등을 맡는 등 언론 개혁 운동을 해오고 있으며, 종편과 각종 라디오, TV 등에 출연하여 정치평론을 활발하게 펼치고 있다.

## 학력
- 화순고등학교 졸업
- 건국대학교(충북 충주 분교) 신문방송학과 학사
- 중앙대학교 신문방송대학원 언론학 석사(1998년 8월)
- 서울한영대학교 한영신학대학원 신학 석사(2001년 2월)
- 미국 미네소타 주립 대학교 대학원 커뮤니케이션학과 인문과학 박사(2005년 8월)

## 주요 경력
- 1996년, 해군 및 해병대 정훈장교 (학사장교 대위 전역)
- 2005년 ~ 2007년, 미국 베미지(Bemidji) 주립 대학교 언론학과 교수
- 2007년 ~ 2008년, 미국 Mankato 소재 미네소타 주립 대학교 언론학과 교수
- 2008년 ~ 2012년, 미국 San Marcos 소재 텍사스 주립 대학교 언론학부 교수
- 선거방송심위위원회 심의위원
- 언론개혁시민연대 정책위원장
- 방송통신위원회 방송정책 자문위원
- 한국방송광고진흥공사 비상임이사
- 2012년 ~ , 성공회대학교 신문방송학과 교수

## 방송
- 2018년 ~ 2021년, KBS1 《사사건건》
- 2020년 ~ 2021년, KBS2 《굿모닝 대한민국 라이브》

## 저서
- 1996년, 《기독교 커뮤니케이션 이해》
- 2013년, 《미디어 정치 경제학》
- 2016년, 《위기관리 커뮤니케이션》
- 2017년, 《재난관리 커뮤니케이션》